# 晨报 (芬兰)
《晨报》（芬蘭語：Aamulehti，简称为）是于1881年创立，在芬蘭坦佩雷使用芬蘭語出版的报纸。它是芬蘭发行量第二的日報。自1998年起它是阿尔玛媒体集团的一部份。首份报纸是在1881年12月3日发行的。该报长久以来是民族联合党的支持者，但在1992年为遵循地方性传媒的普遍原则而宣布为党派中立。
2014年《晨报》平时的发行量为106 842份，星期天的发行量为110 179份。跟上一年相比发行量有所减少。据调查显示，《晨报》的读者数量为237 000。
之前《晨报》是以大报的形式出版的，但在2014年4月起改用小型报的形式。版面改革并没有影响到内容的数量，页面减小的同时页面的数量增加了。
《晨报》的编辑部位于坦佩雷。阿尔玛媒体集团的所有报纸在赫尔辛基有共同的政治版面编辑部。另外《晨报》在皮尔坎马区有5个编辑分部。

## 外部連結
- 《晨报》官方網站 （页面存档备份，存于）（文）
- 阿尔玛媒体集团官方网站 （页面存档备份，存于） （文）
- 芬兰国家图书馆里数字式档案里保存的《晨报》 （页面存档备份，存于） （文）